# Samsung Galaxy A8 / A8+ (2018)

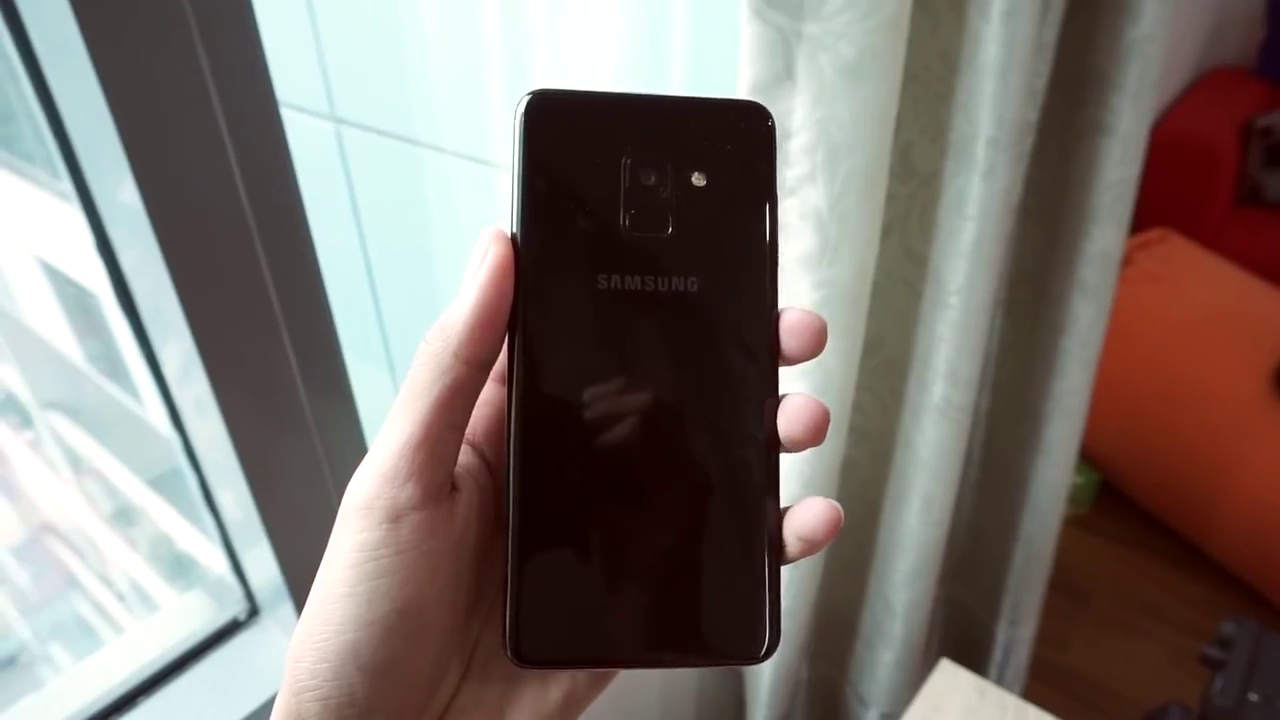
Задняя часть Samsung Galaxy A8 (2018)

Samsung Galaxy A8 и A8+ (2018) - являются смартфонами среднего класса Android от Samsung Electronics. Они были анонсированы в январе 2018 года. Устройства запускаются с Android 7.1.1 «Nougat» из коробки с Samsung Experience 8.5.

## Позиционирование продукта
В качестве менее дорогостоящей альтернативы флагманскому Samsung Galaxy S8 / S8 +, средний уровень A8 / A8 + имеет аналогичный дизайн «Infinity Display» с панелью 18,5:9 и узкими рамками. Тем не менее, дисплей A8 является плоской панелью с разрешением FHD +, по сравнению с криволинейной панелью S8 QHD+ и изогнутым экраном.
Samsung Galaxy A8 заменил Samsung Galaxy A5 (2017) и A8 + заменил Samsung Galaxy A7 (2017), который никогда не продавался в Европе.

### Варианты Моделей
| Модель      | Процессор                  | Лотки для Sim-карты | Регионы                                                          |
| ----------- | -------------------------- | ------------------- | ---------------------------------------------------------------- |
| SM-A530F    | Samsung Exynos 7 Octa 7885 | Один                | Европа                                                           |
| SM-A530F/DS | Samsung Exynos 7 Octa 7885 | Два                 | Европа, Азия, Африка, Латинская Америка, Океания, Средний Восток |
| SM-A530W    | Samsung Exynos 7 Octa 7880 | Один                | Канада                                                           |
| SM-A730F/DS | Samsung Exynos 7 Octa 7885 | Два                 | Азия, Африка, Латинская Америка, Океания, Средний Восток         |